# 红色教授学院
紅色教授學院，全名“哲学和自然科学红色教授学院”（俄语：Институ́т кра́сной профессу́ры, ИКП）位于莫斯科，是苏俄十月革命后第一所新型高等学校与马克思主义社会科学理论研究机关。与共产主义学院、马克思恩格斯研究院、列宁研究院等齐名。1921年2月11日成立，最初以培养熟悉马列主义的教授。主要从事哲学和自然科学的理论研究培养高级理论干部。
学院最初受苏联共产党中央委员会管辖，后受宣传鼓动部管辖。学制4年。1924年至1929年间共236位学生完成学业。1938年学院被废止，后融入苏联共产党中央委员会高级党校系统之中。

## 历史
1921年初苏俄实施新经济政策，放松了对意识形态的控制，思想文化界出现了较强的反对派意见。部分教授坚持“高校自治”对抗俄共 (布)对高等教育的领导，甚至在1922年初鼓动莫斯科、彼得格勒、萨拉托夫等地高校罢课罢教。1922年2月，莫斯科大学发生了教授和大学生罢课事件，西伯利亚出现了反对在大学教学计划中开设公共课程的抗议，克拉斯诺雅尔斯克发生了大学生罢课事件。在彼得格勒苏维埃改选期间，一些教师领导了坚决反对选举“党棍苏维埃”的活动，逐校劝说选民不要给党组织推荐的候选人投票。第二届全俄科学工作者代表大会是在对教育人民委员会的政策极其不满的氛围中进行的，一些最著名的科学工作者的尖锐发言，包括工资问题和教学计划的经常变动与人民委员对科学工作者生活条件的无知以及大学本身存在的问题等，并要求：
1. 废除苏维埃的高校条例，恢复旧的沙皇时期的条例；
2. 撤消大学生在高校的行政管理权；
3. 撤去党在大学安插的人；
4. 必须在院士当中选举校长而不是指定共产党员担任

苏俄共产党决定在共产主义意识形态基础上建立文化教育事业；对于社会科学而言意味着世界观和方法论的改变，以适应当时急进的社会变革运动。首要的问题就是无产阶级的学术力量应占领资产阶级传统的学术阵地，保障“文化革命”的胜利。列宁认为，新的科学和教育不可能凭空而建，因此社会科学和教育要利用旧专家，原则是：“第一，非共产党员专家应该在共产党员监督之下工作；第二，教学内容（包括普通教育课程,特别是哲学、社会科学和共产主义培养）的确定，应该只由共产党员来从事”。
1921年2月11日列宁签署教育人民委员会法令《关于筹建红色教授学院机构》“在莫斯科和彼得格勒培养大批红色教授，为共和国的高等学校讲授理论经济学、历史唯物主义、社会发展模式、现代史和苏维埃建设课程”。红色教授学院1921年10月3日在莫斯科成立。1924年10月，苏共中央决定成立红色教授学院预备部，培养工农学生。1924年至1929年间共236位学生完成学业。 
1929年斯大林发表《论苏联土地政策的几个问题》一文，在红色教授学院引起涉及哲学、政治经济学和自然科学等各个研究领域的辩论。1930年10月14日红色教授学院党组织就辩论作出“关于哲学战线的状况问题”的决议，批评了哲学中以德波林为代表的“形式主义和烦琐哲学”，政治经济学中以鲁宾为代表的“鲁宾主义”，文艺学中的“佩列维尔泽夫主义”，以及自然科学中研究遗传学的“唯心主义的自生说观念”等。1930年12月在斯大林的直接干预下学院对德波林学派作了全面批判，并任命米丁为哲学部主任(后任哲学研究院院长)。

## 解散
1938年改组为马克思列宁主义高等学校（Высшая школа марксизма-ленинизма）。
1946年并入苏共中央社会科学院。

## 院长
- 米哈伊尔·尼古拉耶维奇·波克罗夫斯基（副教育人民委员，1921年至1932年病逝）
- 帕维尔·费奥多罗维奇·尤金（1932年至1938年）